# Niculae M. Popescu
Niculae M. Popescu (n. 10 februarie 1881, Dâmbovicioara, Dâmbovița – d. 11 februarie 1963, București) a fost un preot, istoric român, membru titular al Academiei Române.